# Chivasso
Chivasso is een gemeente in de Italiaanse provincie Turijn (regio Piëmont) en telt 23.675 inwoners (31-12-2004). De oppervlakte bedraagt 51,3 km², de bevolkingsdichtheid is 462 inwoners per km².
De volgende frazioni maken deel uit van de gemeente: Montegiove, Betlemme, Torassi, Castelrosso, Pogliani, Borghetto, Mosche, Mandria, Boschetto en Pratoregio.

## Demografie
Chivasso telt ongeveer 9943 huishoudens. Het aantal inwoners daalde in de periode 1991-2001 met 4,5% volgens cijfers uit de tienjaarlijkse volkstellingen van ISTAT.
| Jaar | Inwoneraantal |
| ---- | ------------- |
| 1991 | 24.758        |
| 2001 | 23.648        |

## Geografie
De gemeente ligt op ongeveer 183 m boven zeeniveau.
Chivasso grenst aan de volgende gemeenten: Mazzè, Caluso, San Benigno Canavese, Montanaro, Rondissone, Verolengo, Volpiano, Brandizzo, San Sebastiano da Po, Castagneto Po en San Raffaele Cimena.

## Galerij

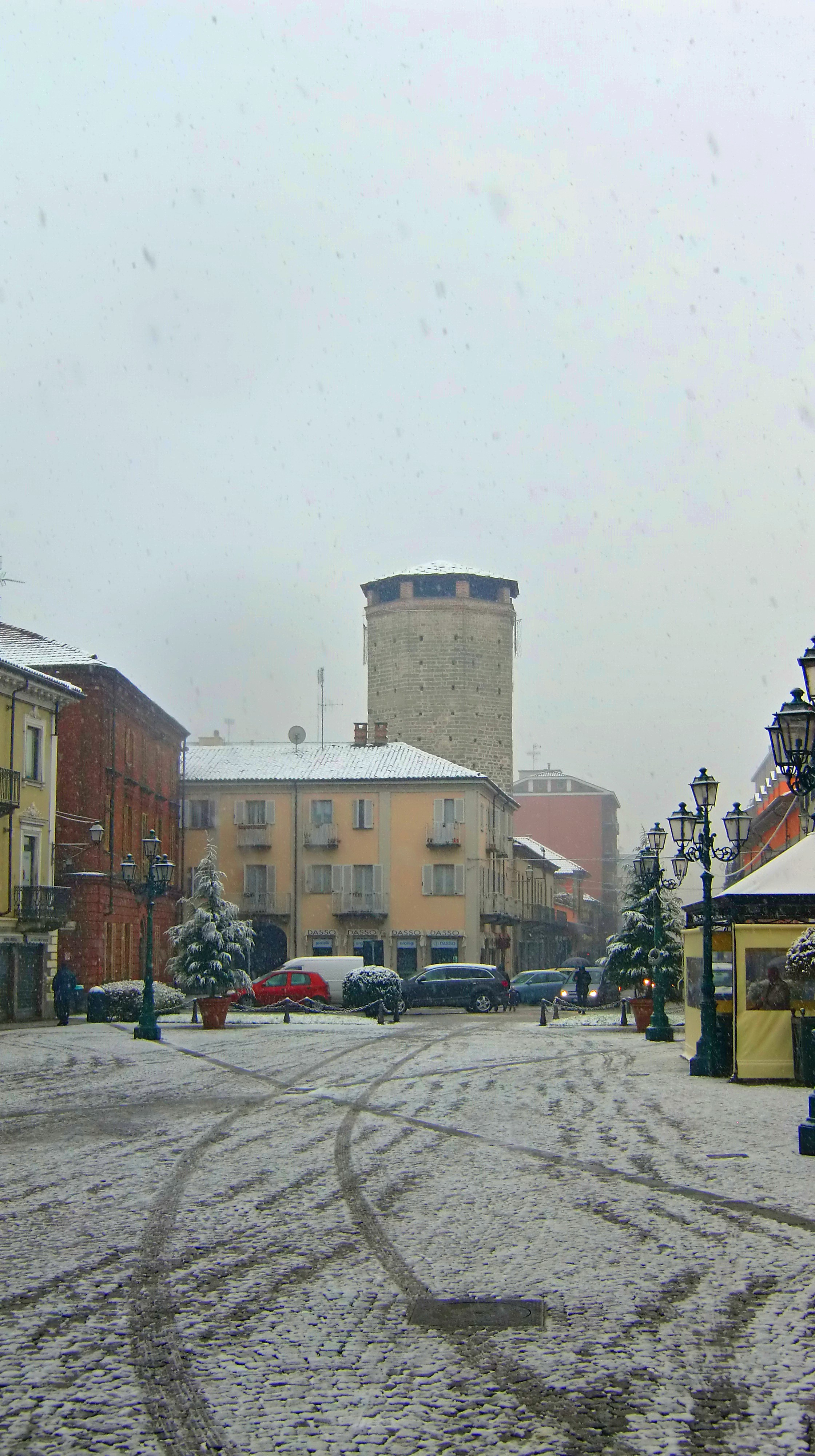
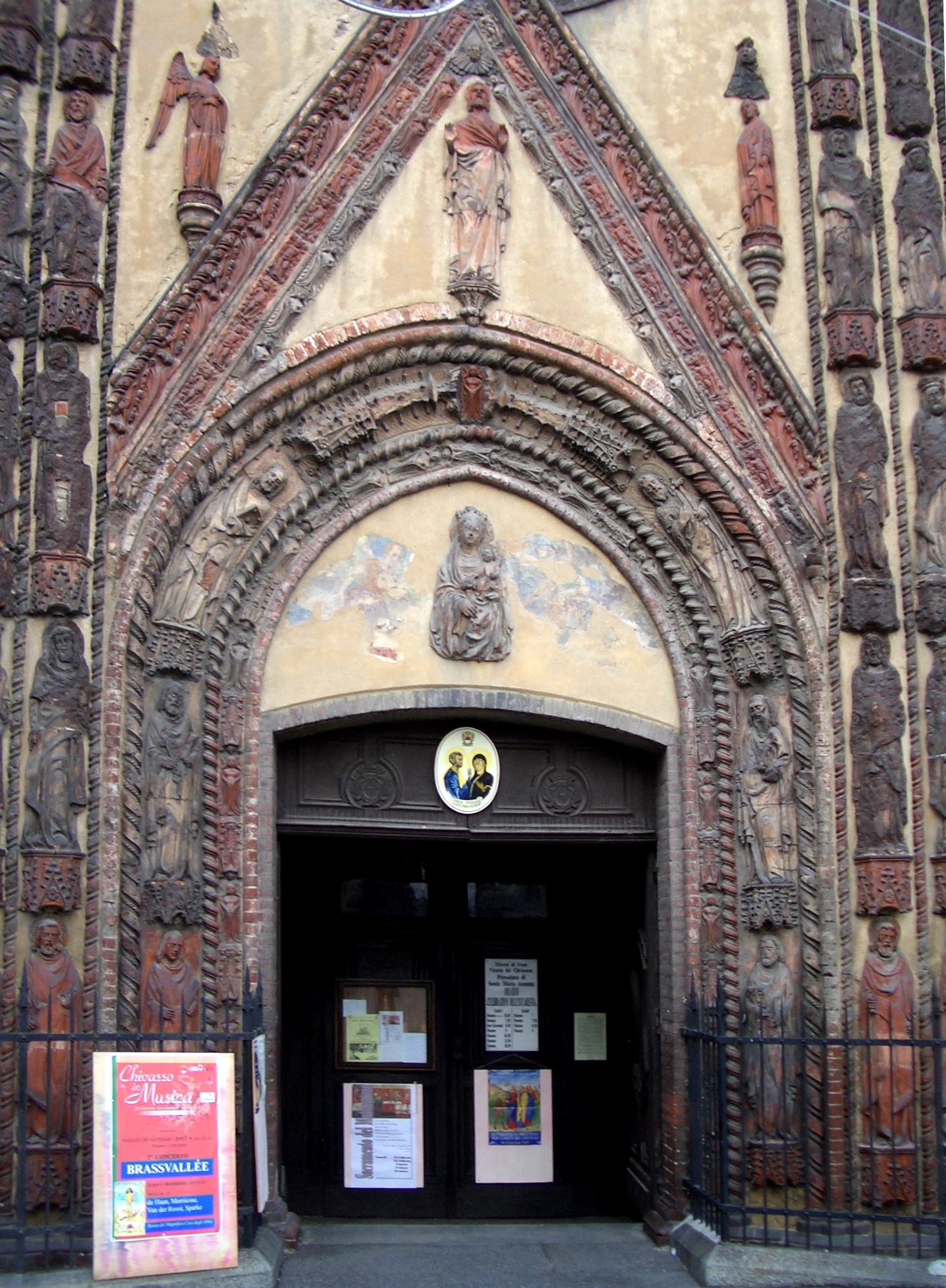
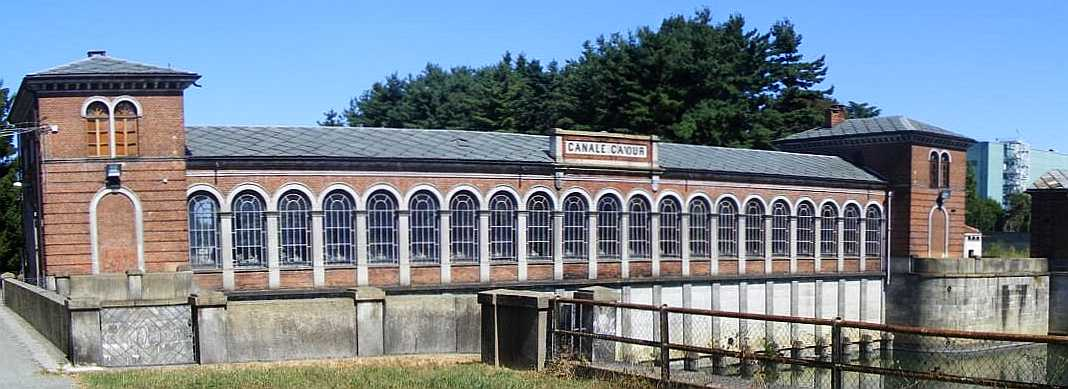
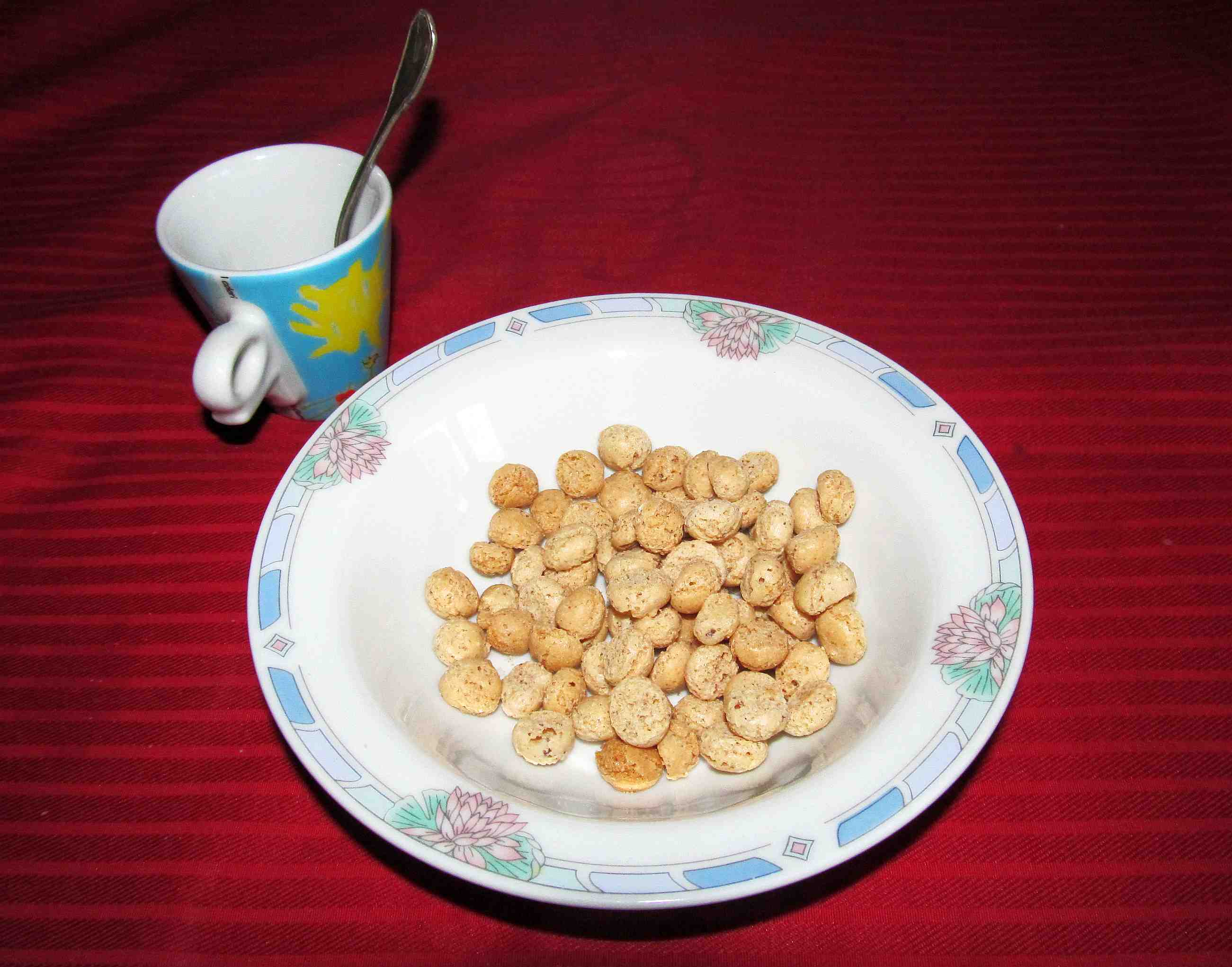
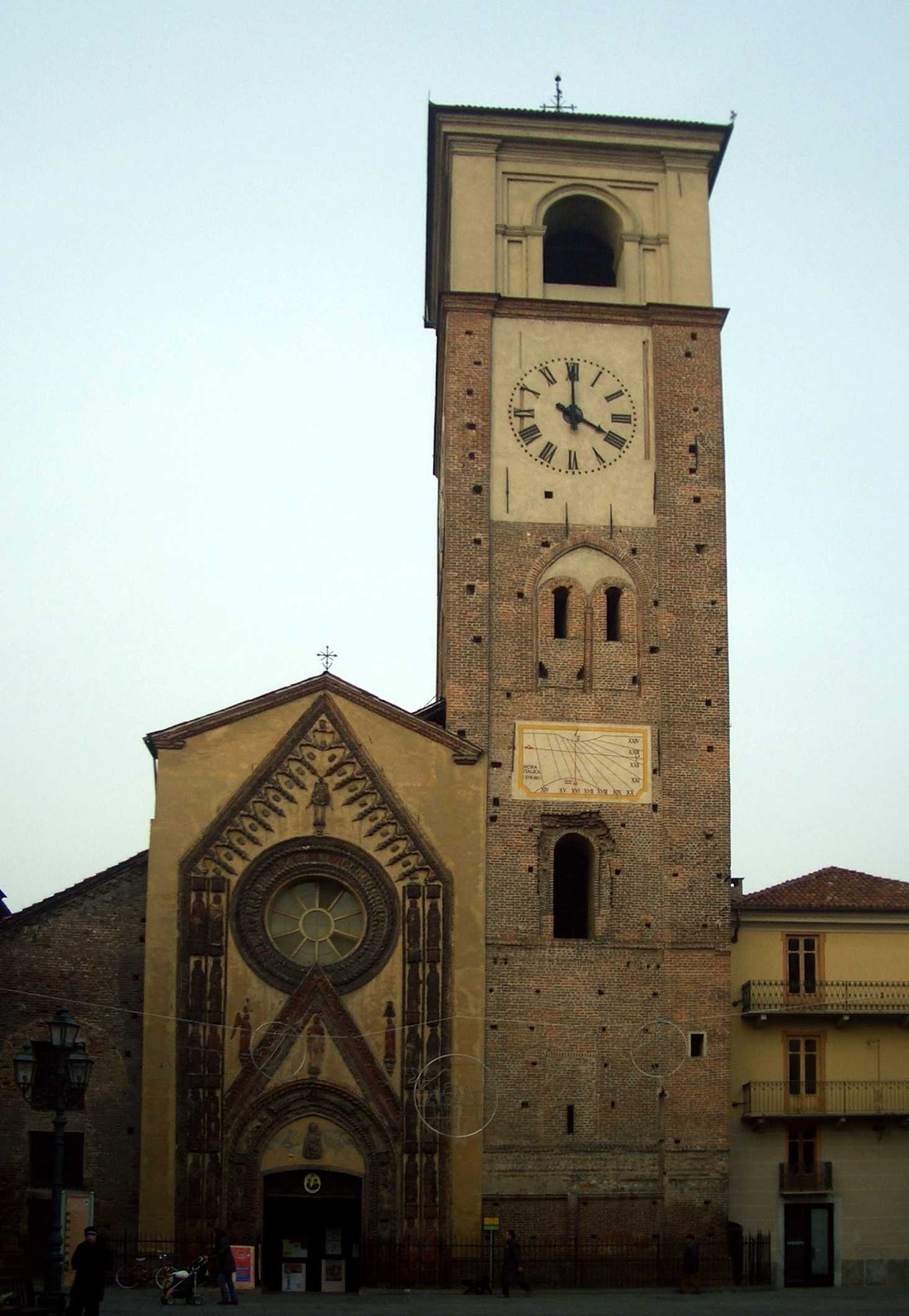